# Octave Navarre
Octave Navarre, né le 29 juillet 1864 à Lessay (Manche) et mort le 2 avril 1938 à Nice (Alpes-Maritimes) est un helléniste français.

## Biographie
Après des études au lycée Henri IV, il obtient l'agrégation de lettres en 1887. Il enseigne à la faculté de lettres de Toulouse en 1891 jusqu'à sa retraite en 1934. Il obtient son doctorat de lettres en 1900 après une thèse sur la rhétorique grecque avant Aristote.
Il est membre correspondant  de l'Académie des inscriptions et belles-lettres de 1925-1938.

## Œuvres
- Dionysos, étude sur l'organisation matérielle du théâtre athénien, Paris, Klincksieck, 1895
- Essai sur la rhétorique grecque avant Aristote, Paris, Hachette, 1900
- Utrum mulieres athenienses scaenicos ludos spectaverint necne, Tolosae, E. Privat, 1900
- Études sur les particules grecque, Bordeaux, Faculté des lettres, 1904
- Les cavaliers d'Aristophane : études et analyse, Paris, Mellottée, 1956
- Les Représentations dramatiques en Grèce, Paris, Les Belles lettres, 1929
- La comédie de mœurs chez Aristophane, Lion et fils, 1931

## Articles
- "Les origines et la structure de la comédie ancienne", Revue des études anciennes, 1911.
- "Théophraste et La Bruyère", Revue des études grecques, 1914.

## Traductions
- Théophraste, Caractères, Paris, Les Belles lettres, 1921, 176 p.
- Démosthène (trad. avec Pierre Orsini), Plaidoyers politiques : Contre Androtion - Contre la loi de Leptine - Contre Timocrate, t. I, Paris, Les Belles lettres, 1957, 383 p.